# Rock in Opposition
Rock in Opposition (pol. Rock w Opozycji) (RIO) – stowarzyszenie rockowych kompozytorów, muzyków i instrumentalistów, wspierające działalność muzycznych, progresywnych i awangardowych grup europejskich, założone między innymi przez brytyjski zespół Henry Cow.

## Historia ruchu
Przyczyną powstania były trudności z wydawaniem bezkompromisowej muzyki, którą wykonywała grupa Henry Cow. Zaprosiła ona cztery grupy, z czterech europejskich krajów, które miały podobne problemy z prezentowaniem własnej muzyki. 
Kolektyw utworzono 12 marca 1978, gdy muzycy Henry Cow zorganizowali w Londynie (New London Theatre)
festiwal Rock in Opposition, na którym obok nich wystąpiły następujące europejskie grupy: 
- Univers Zero (Belgia)
- Etron Fou Leloublan (Francja)
- Samla Mammas Manna (Szwecja),
- Stormy Six (Włochy).

Po pierwszym festiwalu RIO w marcu 1978 r. w Londynie, wymienione zespoły spotkały się w Szwajcarii, aby przedyskutować przyszłość swojej aktywności. Większość dyskusji była konstruktywna, jednak zakończyła się kłótnią zespołów. Zarzucano sobie formalizm, aspołeczność, populizm, itp. Wkrótce do kolektywu dołączyły grupy: 
- Aksak Maboul (Belgia)
- Art Zoyd (Francja)
- Art Bears (Wielka Brytania)

W następnym roku zespół Samla Mammas Manna zorganizował festiwal w Sztokholmie, a Art Zoyd i Univers Zero w Mauberge. Stormy Six zorganizował festiwal w Mediolanie w Teatro dell'Elfo w dniach od 26 kwietnia do 1 maja 1979 r. Wystąpili: 
- Univers Zero (26.4)
- Etron Fou Leloublan (27.4)
- Stormy Six (28.4)
- Aksak Maboul (29.4)
- Art Zoyd (29.4)
- Samla Mammas Manna (30.4)
- Art Bears (1.5).

Henry Cow wcześniej rozwiązano, a jego członkowie założyli Art Bears.
Grupy te pomagały sobie w organizowaniu koncertów, nagrań i dystrybucji płyt.
Działalność kolektywu do dziś funkcjonuje w postaci corocznego festiwalu organizowanego we Francji w mieście Carmaux.

## Wskazówki ideowe
Chris Cutler w broszurze wydanej z okazji pierwszego festiwalu RIO napisał: 
1. Przemysł muzyczny nie może niczego stworzyć – może tylko eksploatować prawdziwe zdolności swoich ofiar
2. Przemysł muzyczny chce utrzymać pragnienia swoich WYKONAWCÓW na możliwie najniższym poziomie, ponieważ FORMUŁY są łatwe do powielania, natomiast uczciwi muzycy mogą być trudni do kontrolowania.
3. Przemysł muzyczny podejmuje wszystkie swoje decyzje w oparciu o Profit i Prestiż... ma uszy tylko do brzęku pieniędzy, serca, które pompują krew zamordowanych.
4. Kafka pisał tylko o tym, co prawdziwe. Paranoja jest po prostu rozpoznaniem ludzkich wartości w kapitalizmie... chodzi o to, aby to zmienić!
5. Niezależność jest jedynym ważnym pierwszym krokiem, gdy Rewolucja jest drugim.

Jednak idee RIO są aktualne do dziś. I przyświecały one Chrisowi Cutlerowi, gdy zakładał w 1979 r. niezależną firmę nagraniową Recommended Records (ReR) wydającą znakomite płyty, które nie miałyby żadnych szans w wielkich kombinatach nagraniowych i wydawniczych, z tego też powodu firma ta jest właściwie przedłużeniem RIO.